# Георги Богданцалията
Георги Богданцалията (на гръцки: Γιώργος Καραϊσκάκης Βογδαντσιώτης, Георгиос Караискакис Вогданциотис) е гъркомански революционер, харамия и деец на Гръцката въоръжена пропаганда в Македония от края на XIX и началото на XX век.

## Биография
Георги Богданцалията е роден в голямото село Богданци, тогава в Османската империя. След активизирането на гръцката въоръжена пропаганда в Македония Георги Богданцалията дава сражения на български чети в района на Богданци, Гевгели, Струмица и Ругуновец, особено в областта между езерата Арджанско и Аматовско. След Младотурската революция от юли 1908 година Георги Богданцалията се установява в Струмица. През октомври 1910 година е арестуван по време на обезоръжителната акция на младотурците.
Убит е в Струмица през 1910 година от деец на ВМОРО.